# Scolymia vitiensis
Scolymia vitiensis là một loài san hô trong họ Mussidae. Loài này được Brüggemann mô tả khoa học năm 1878.